# Zsuzsanna Nagy (gimnasta)
Zsuzsa Nagy (Budapest, Hungría, 14 de noviembre de 1951) es una gimnasta artística húngara, medallista de bronce olímpica en 1972.

## 1972
En los JJ. OO. de Múnich gana el bronce en equipos, tras la Unión Soviética y Alemania del Este, siendo sus compañeras de equipo: Ilona Békési, Mónika Császár, Márta Kelemen, Anikó Kéry y Krisztina Medveczky.

## 1974
En el Mundial celebrado en Varna (Bulgaria) gana el bronce en el concurso por equipos, tras la Unión Soviética (oro) y Alemania del Este (plata), siendo sus compañeras de equipo: Marta Egervari, Mónika Császár, Krisztina Medveczky, Zsuzsa Matulai y Ágnes Bánfai.